# Mortoniodendron macrocarpum
Mortoniodendron macrocarpum är en malvaväxtart som först beskrevs av André Georges Marie Walter Albert Robyns och P. Bamps.  Mortoniodendron macrocarpum ingår i släktet Mortoniodendron och familjen malvaväxter. Inga underarter finns listade i Catalogue of Life.